# 1956 en basket-ball
Chronologie du basket-ball
1955 en basket-ball - 1956 en basket-ball - 1957 en basket-ball
Les faits marquants de l'année 1956 en basket-ball :

## Juin
- Championnat d'Europe féminin : URSS.

## Récapitulatifs des principaux vainqueurs de compétitions 1955-1956

### Masculins
| Europe - France : ASVEL. - Grèce : non disputé. - Israël : Annulé pour cause de Crise de Suez. - Italie : Virtus Bologne. - URSS : Moscou-Lettonie (Cette année-là, le championnat était joué par des cités, des régions et des républiques soviétiques). - Yougoslavie : Proleter Zrenjanin. | Amériques - National Basketball Association : Philadelphia Warriors. | Afrique, Asie, Océanie |

### Féminines
| Europe - Espagne : non disputé (création en 1964). - France : US Ivry. - Grèce : non disputé (création en 1968). - Italie : Ginnastica Triestina. | Amériques | Afrique, Asie, Océanie |

## Décembre
- Jeux olympiques : États-Unis.